# Florești (Mehedinți)
Pour les articles homonymes, voir Florești.
Florești est une commune roumaine du județ de Mehedinți, dans la région historique de l'Olténie et dans la région de développement du Sud-Ouest.

## Géographie
La commune de Florești est située dans le nord-est du județ, sur le plateau de Motru (Piemontul Motrului), à 6 km au sud-ouest de Motru et à 32 km au nord-est de Drobeta Turnu-Severin, la préfecture du județ. Elle est traversée par la route nationale DN67.
La commune est composée des neuf villages suivants (population en 2002) :
- Copăcioasa (446) ;
- Florești (280), siège de la municipalité ;
- Gârdoaia (838) ;
- Livezi (85) ;
- Moșneni (174) ;
- Peșteana (150) ;
- Peștenuța (80) ;
- Stroești (195) ;
- Zegujani (658).

## Histoire
La commune a fait partie du royaume de Roumanie dès sa création en 1878.

## Religions
En 2002, 95,32 % de la population étaient de religion orthodoxe et 4,57 % étaient baptistes.

## Démographie
En 2002, les Roumains représentaient 99,96 % de la population totale. La commune comptait alors 960 ménages.
| 2002  | 2007  |
| ----- | ----- |
| 2 906 | 2 804 |

## Économie
La ville abrite une usine de fabrication de pneumatiques du groupe français Michelin et possède une mine de charbon.
L'économie de la commune est basée sur l'agriculture.

## Lieux et monuments
- Zegujani, église St Nicolas (Sf Nicolae) de 1832.